# Quantico (serial telewizyjny)
Quantico  – amerykański serial telewizyjny (dramat, thriller)  wyprodukowany przez  ABC Studios oraz Mark Gordon Company. Pomysłodawcą serialu jest Joshua Safran. Premierowy odcinek serialu został wyemitowany 27 września 2015 roku przez ABC.

W Polsce serial jest emitowany od 12 października 2015 roku przez Canal+ Seriale.

13 października 2015 roku, stacja ABC ogłosiła zamówienie dodatkowo 6 odcinków serialu Quantico, którego pierwszy sezon będzie składał się z 19 odcinków. Kolejny raz stacja ABC zamówiła 3 dodatkowe odcinki pierwszego sezonu, który będzie liczył 22 odcinków. 

4 marca 2016 roku, stacja ABC ogłosiła zamówienie drugiego sezonu, który liczy 22 odcinki

16 maja 2017 roku, stacja ABC ogłosiła przedłużenie serialu o trzeci sezon
12 maja 2018 roku, stacja ABC ogłosiła zakończenie produkcji serialu po trzech sezonach.

## Fabuła
Serial opowiada o grupie rekrutów FBI, których życie zostało dokładnie zbadane, przybywają na trening do bazy FBI Quantico. 
Spośród nich jest jedna osoba, która jest podejrzewana o przygotowanie kolejnego dużego ataku terrorystycznego od czasów 11 września 2001 roku w Nowym Jorku. W sezonie drugim Priyanka Chopra grająca Alex Parrish wcieli się w rolę agentki CIA, która na zlecenie FBI odbędzie szkolenie w tajnej bazie agencji na farmie.

## Obsada

### Główna
- Priyanka Chopra jako Alex Parrish[9]
- Jake McLaughlin jako Ryan Booth[10]
- Aunjanue Ellis jako Miranda Shaw[11]
- Yasmine Al Masri jako Nimah Anwar
- Johanna Braddy jako Shelby Wyatt
- Tate Ellington jako Simon Asher
- Graham Rogers jako Caleb Haas[12]
- Josh Hopkins jako Liam O'Connor, agent specjalny FBI[13]

### Drugoplanowe role
- Jason Lyke jako Charlie Shaw, syn Mirandy
- Rick Cosnett jako Elias Harper - były adwokat, pracujący jako analityk[14]
- Anabelle Acosta jako Natalie Vazquez[15]
- Jacob Artist jako Brandon Fletcher[16]
- Marcia Cross jako senator Claire Haas, matka Caleba[4]
- Eliza Coupe jako Hannah Wyland[17]
- Jay Armstrong Johnson jako Will Olsen[18]
- Lenny Platt jako Drew Perales[18]
- Li Jun Li jako Iris Chang[18]
- Blair Underwood jako Owen Halla, oficer CIA[19](sezon 2)

### Gościnne występy
- Anne Heche jako dr Susan Langdon[20]

## Odcinki
| Sezon | Sezon | Odcinki | Oryginalna emisja | Oryginalna emisja | Oryginalna emisja    | Oryginalna emisja | Oryginalna emisja |
| Sezon | Sezon | Odcinki | Premiera sezonu   | Finał sezonu      | Premiera sezonu      | Finał sezonu      |                   |
| ----- | ----- | ------- | ----------------- | ----------------- | -------------------- | ----------------- | ----------------- |
|       | 1     | 22      | 27 września 2015  | 15 maja 2016      | 11 października 2015 | 29 maja 2016      |                   |
|       | 2     | 22      | 25 września 2016  | 15 maja 2017      | 2 stycznia 2017      | 25 września 2017  |                   |
|       | 3     | 13      | 26 kwietnia 2018  | 3 sierpnia 2018   | brak danych          | brak danych       |                   |

## Produkcja
24 stycznia 2015 roku, stacja  ABC zamówiła pilotowy odcinek Quantico

8 maja 2015 roku, stacja ABC oficjalnie zamówiła pierwszy sezon serialu na sezon telewizyjny 2015/2016

Pierwotnie w rolę Liama O'Connora miał wcielić się Dougray Scott.

Dzień emisji Quantico został przeniesione przez  ABC z wtorku na niedziele